# NGC 7308
NGC 7308 est une vaste galaxie lenticulaire (elliptique ?) située dans la constellation du Verseau. Cette galaxie a été découverte par l'astronome américain Francis Leavenworth en 1866. Cette galaxie a aussi été observée par l'astronome français Stéphane Javelle entre les mois de juin 1899 et de juin 1890 et elle a été inscrite à l'Index Catalogue sous la désignation IC 1448.
La vitesse de NGC 7308 par rapport au fond diffus cosmologique est de 7 363 ± 35 km/s, ce qui correspond à une distance de Hubble de 108,6 ± 7,6 Mpc (∼354 millions d'al).